# Half a House
Pour plus de détails, voir Fiche technique et Distribution.
Half a House est un film américain réalisé par Brice Mack, sorti en 1975. Le film fut nommé aux Oscars dans la catégorie Oscar de la meilleure chanson originale.

## Fiche technique
- Titre : Half a House
- Réalisation : Brice Mack
- Scénario : Lois Hire
- Photographie : Alfred Taylor
- Musique : Sammy Fain
- Pays d'origine :  États-Unis
- Format : Couleurs - Mono
- Genre : comédie
- Date de sortie : 1975

## Distribution
- Anthony Eisley : Jordan Blake
- Pat Delaney : Bitsy Blake
- Francine York : Jessica
- James Bacon : Client de Jordan
- Gary Vinson : Golfeur